# Joseph Zubin
Joseph Zubin (sinh ngày 9 tháng 10 năm 1900 và mất ngày 18 tháng 12 năm 1990) là một nhà tâm lý học giáo dục người Mỹ gốc Litva và là chuyên gia về bệnh tâm thần phân liệt, được đặt tên cho Giải Joseph Zubin. Ông là người sáng lập Phòng Nghiên cứu Sinh trắc học của Viện Tâm thần Tiểu bang New York.

## Cuộc đời
Zubin sinh ngày 9 tháng 10 năm 1900 tại Raseiniai, Litva, nhưng ông chuyển tới Mỹ vào năm 1908 và lớn lên ở Baltimore. Bằng cấp đầu tiên của ông là trong lĩnh vực hóa học tại Đại học Johns Hopkins năm 1921. Ông tốt nghiệp bằng Tiến sĩ về tâm lý học giáo dục tại Đại học Columbia vào năm 1932. Năm 1934, ông kết hôn với Winifred Anderson và họ có ba người con (2 con trai, David và Jonathan, và một con gái, Winfred). Tại thời điểm ông qua đời vào ngày 18 tháng 12 năm 1990, ông có bảy người cháu.

## Tôn vinh
Zubin là Chủ tịch của cả Hiệp hội Tâm bệnh học Hoa Kỳ (1951-2) và Trường Đại học Neuropsychopharmacology Hoa Kỳ (1971-2) và đã nhận được nhiều giải thưởng cho các tác phẩm của mình. Năm 1946 ông được bầu làm hội viên của Hiệp hội Thống kê Hoa Kỳ.